# Родина Симиренків (срібна монета)
«Роди́на Сими́ренків» — срібна пам'ятна монета номіналом 10 гривень, випущена Національним банком України, присвячена відомому українському роду Симиренків, який подарував Україні талановитих інженерів, промисловців-цукрозаводчиків, видатних учених-садівників, щедрих меценатів. Нащадки козацького роду, серед яких були і кріпаки (зокрема, Федір Симиренко) дорівнялися до осіб з дворянськими титулами, увійшли до кіл найбагатших підприємців Європи. А видатний вчений-помолог, садівник Лев Платонович Симиренко, створив одну з найвідоміших в Європі колекцій плодово-ягідних культур, вивів сорт яблунь, широко відомий під назвою «Ренет Симиренка».
Монету введено в обіг 28 листопада 2005 року. Вона належить до серії «Славетні роди України».

## Опис монети та характеристики
| Номінал грн. | Метал            | Маса, г      | Діаметр, мм | Якість виготовлення | Гурт     | Тираж, штук |
| ------------ | ---------------- | ------------ | ----------- | ------------------- | -------- | ----------- |
| 10           | срібло 925 проби | 31,1 / 33,62 | 38,61       | пруф                | рифлений | 5 000       |

### Аверс
На аверсі монети угорі розміщено: напис півколом «НАЦІОНАЛЬНИЙ БАНК», під яким — малий Державний Герб України на тлі стилізованого яблуневого квіту, який символізує родове дерево; нижче — напис «УКРАЇНА»; позначення металу, його проби — «Ag 925», вага в чистоті — «31,1» (ліворуч), логотип Монетного двору, рік карбування монети — «2005» (праворуч); унизу півколом напис — «ДЕСЯТЬ ГРИВЕНЬ».

### Реверс

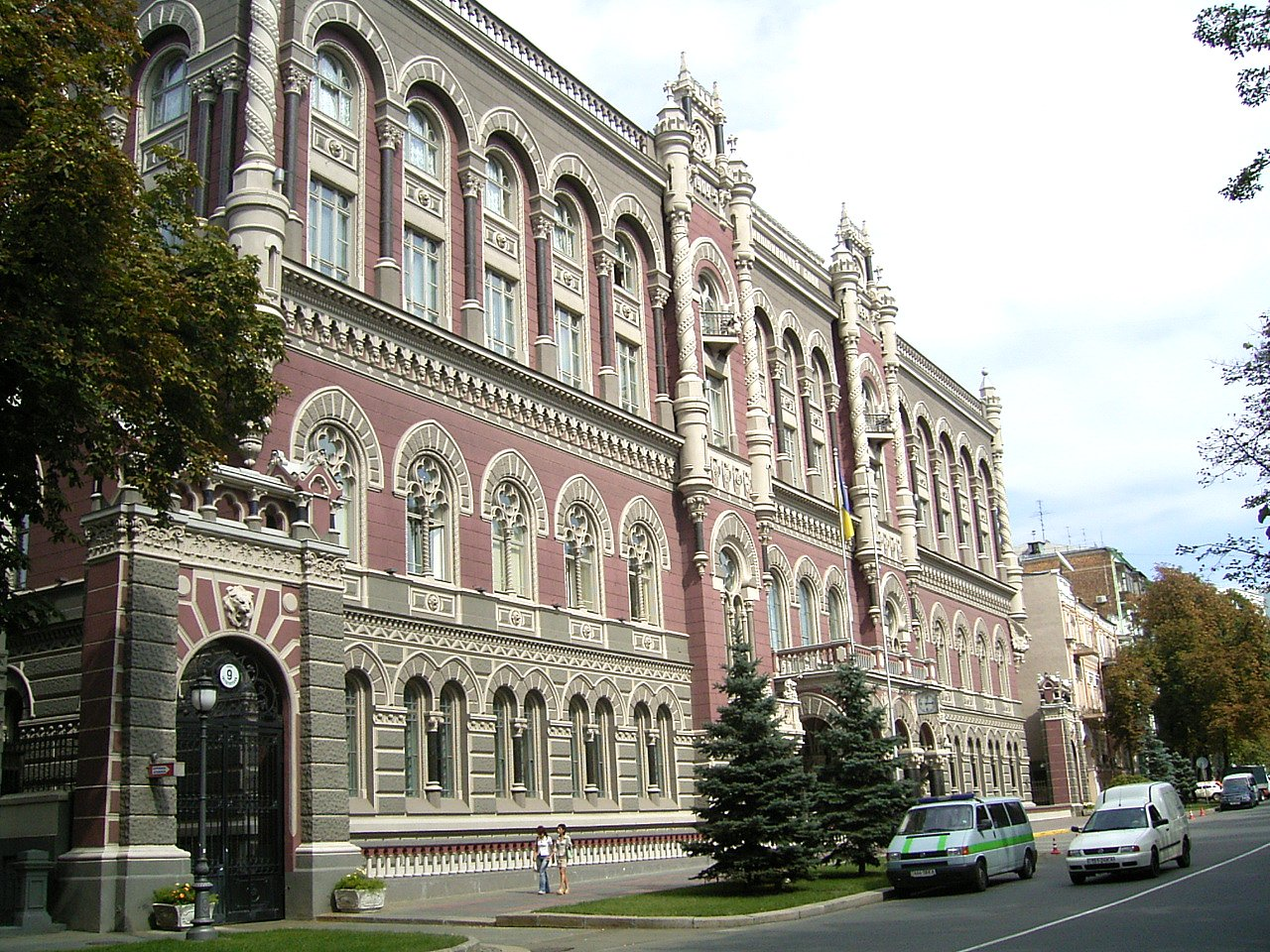
Будівля Національного банку України

На реверсі монети зображено стилізовану гілку родового дерева, серед листків-вітів якої розміщено імена та роки життя представників роду Симиренків: «ФЕДІР (1790—1867)», «ПЛАТОН (1820—1863)», «ВАСИЛЬ (1835—1915)», «ЛЕВКО (1855—1920)», «ВОЛОДИМИР (1891—1938)» та унизу півколом напис — «РОДИНА СИМИРЕНКІВ».

## Автори
- Художники: Таран Володимир, Харук Олександр, Харук Сергій.
- Скульптор — Дем'яненко Володимир.

## Вартість монети
Ціна монети — 575 гривень була вказана на сайті Національного банку України в 2012 році.
Фактична приблизна вартість монети, з роками змінювалася так:
| Рік        | 2010 | 2011 | 2012 | 2013 | 2014 | 2015 | 2016 | 2017 | 2018 | 2019 | 2020 | 2021  | 2022  | 2023  | 2024  | 2025  |
| ---------- | ---- | ---- | ---- | ---- | ---- | ---- | ---- | ---- | ---- | ---- | ---- | ----- | ----- | ----- | ----- | ----- |
| Ціна, грн. | 370  | 420  | 450  | 400  | 420  | 650  | 700  | 770  | 790  | 690  | 660  | 1 000 | 1 110 | 1 640 | 2 100 | 2 500 |